# Dennis Sørensen
Dennis Dechmann Sørensen (Herlev, 24 mei 1981) is een professioneel voetballer uit Denemarken, die speelt als aanvaller. Hij staat sinds 2015 onder contract bij Lyngby BK.

## Interlandcarrière
Sørensen kwam in totaal vijf keer uit voor de nationale ploeg van Denemarken in de periode 2006–2008. Onder leiding van bondscoach Morten Olsen maakte hij zijn debuut op 11 oktober 2006 in de EK-kwalificatiewedstrijd tegen Liechtenstein (0-4) in Vaduz, net als Michael Krohn-Dehli (Ajax). Hij viel in dat duel na 45 minuten in voor Daniel Jensen.